# 广利街道
广利街道，是中华人民共和国广东省肇庆市鼎湖区下辖的一个乡镇级行政单位。

## 行政区划
广利街道下辖以下地区：
广利社区、长利社区、彭寿社区、黎桥社区、朝南社区、塘口社区、砚洲社区、龙头社区、龙二社区、院主社区、院主二社区和桥林社区。